# 第三身分

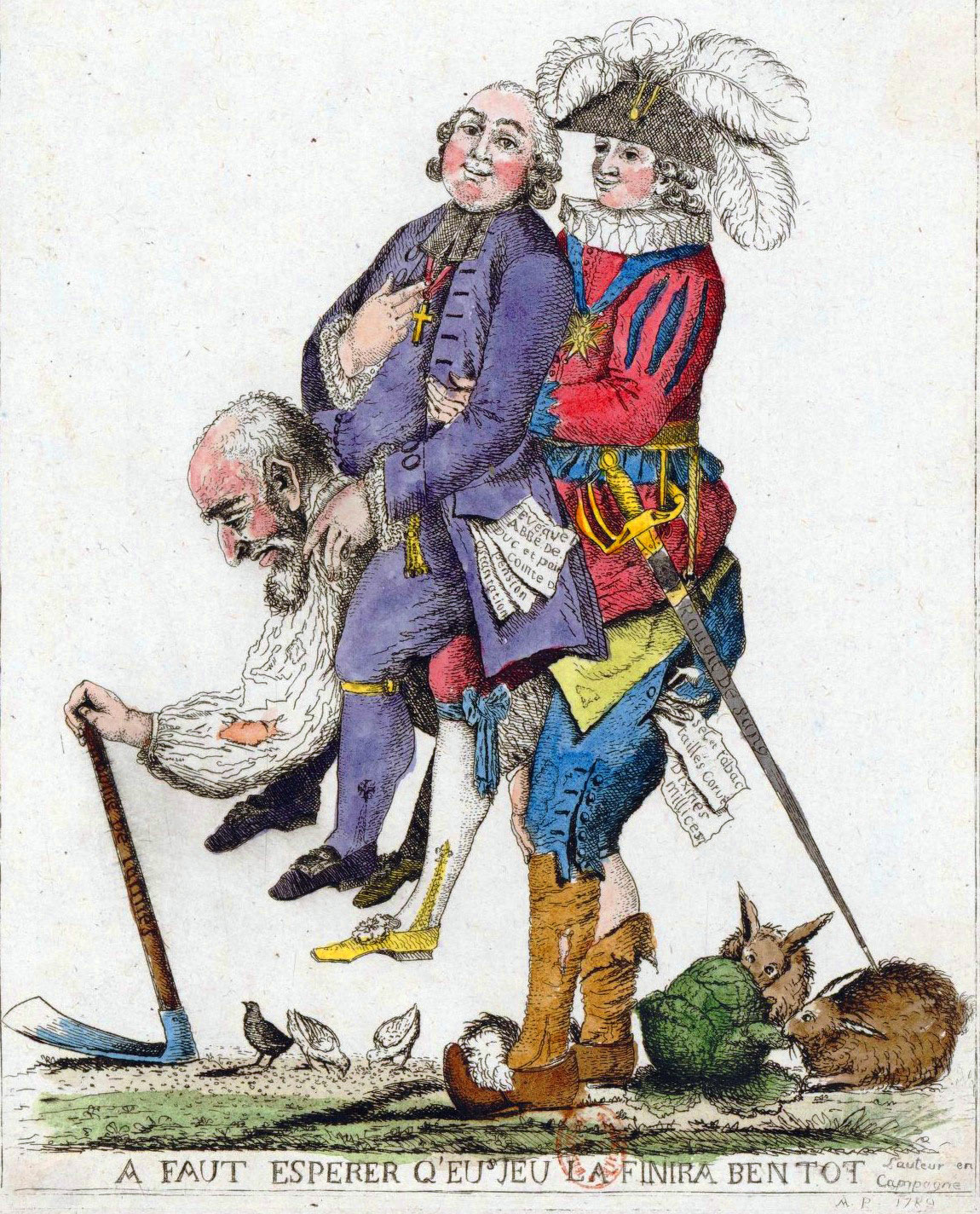
第一身分（聖職者）、第二身分（貴族）を担う第三身分

第三身分（だいさんみぶん）とは、封建社会の西欧（アンシャン・レジーム）において、第一身分の聖職者、第二身分の貴族に次いだ身分としての平民を意味する。この言葉が平民全体を意味するようになったのはフランス革命直前のことで、E.シエイエスは『第三身分とは何か』という小冊子のなかでフランス全国民であると規定した。しかし、身分制議会である三部会が招集された14世紀初期には、都市の大商人、大ギルドの代表、法学者などが第三身分と呼ばれ都市の下層民や農民は除外されており、聖職者や貴族の特権身分を除く全国民をさしていたのではなかった。